# Saint-George Ashe
Saint-George Ogilvie Ashe (23 maggio 1871 – St Leonards-on-Sea, 24 luglio 1922) è stato un canottiere britannico.
Partecipò ai Giochi della II Olimpiade che si svolsero a Parigi nel 1900. Ashe prese parte alla gara di singolo, dove vinse la medaglia di bronzo.
Nel 1904 vinse la Wingfield Sculls, gara di canottaggio che si svolgeva sul fiume Tamigi.

## Palmarès
| Anno | Manifestazione | Sede   | Evento  | Risultato |
| ---- | -------------- | ------ | ------- | --------- |
| 1900 | Olimpiadi      | Parigi | Singolo | Bronzo    |